# Star Wars Galaxies
Star Wars Galaxies: An Empire Divided (von Fans auch SWG oder Galaxies genannt) war ein MMORPG für Microsoft Windows, das im Universum der Star-Wars-Saga von George Lucas angesiedelt war. Es wurde von Sony Online Entertainment (zunächst als Verant Interactive) in Zusammenarbeit mit LucasArts entwickelt. Hauptverantwortlich für das Spieldesign als Creative Director war Raph Koster. Als Produzent trat Haden Blackman auf.
Das Spiel wurde am 15. Dezember 2011, etwa eine Woche vor dem Start des MMOs Star Wars: The Old Republic, abgeschaltet.

## Spielprinzip
Wie in allen MMORPGs üblich, sind alle Bestandteile des Spiels möglichen Veränderungen unterworfen. Star Wars Galaxies nimmt seinen Platz in der Storyline zwischen Episode IV: Eine neue Hoffnung und Episode V: Das Imperium schlägt zurück ein, doch wurden im Laufe der Zeit auch Elemente aus den Prequel-Episoden implementiert.
Die Spielwelt des Grundspiels besteht aus zehn Planeten, die sowohl in den Filmen als auch im Erweiterten Universum vorkommen: Tatooine, Naboo, Corellia, Yavin IV, Talus, Rori, Lok, Dathomir, Dantooine und dem Waldmond Endor. Zwei der drei erschienenen Erweiterungen haben zusätzlich die Planeten Kashyyyk und Mustafar eingeführt.
Die Planeten bestehen zumeist aus einem landschaftlichen Thema (z. B. Wüste für Tatooine) auf dem einige, in der Architektur jedoch identische, Städte platziert wurden. Die übrige Fläche wird mittels eines dynamischen Spawn-Systems mit beweglichen Gegnern (MOBs) bevölkert. Hinzu kommen einige wenige Sehenswürdigkeiten (POIs) und vereinzelte Dungeons, zumeist in Gestalt von Höhlen. Freie Flächen können von Spielern zum Bau von Häusern und Spielerstädten genutzt werden (siehe unten).
Der Spieler kann insgesamt acht Avatare, aber maximal zwei pro Server erstellen, mit denen er sich durch die Spielwelt bewegt. Der Avatar kann dabei männlichen oder weiblichen Geschlechts sein und einer von zehn Spezies (ohne Erweiterung acht) angehören. Zur Auswahl stehen:
Bothaner, Mensch, Mon Calamari, Rodianer, Trandoshaner, Twi’lek, Wookiee, Zabrak und mit der Erweiterung Jump To Lightspeed zusätzlich noch Sullustaner und Ithorianer.
Außerdem kann jeder Avatar einen von neun Berufen (aus anderen Rollenspielen auch als Klassen bekannt) ausüben. Es stehen zur Verfügung: Bounty Hunter, Commando, Entertainer, Force Sensitive (Jedi), Medic, Officer, Smuggler, Spy und Trader, der sich in vier Unterklassen aufteilt (Domestic Goods, Engineering, Munitions, Structures). Zusätzlich kann jeder Avatar optional die Berufe Politician, Beast Master und/oder Pilot erlernen.
Mit dem Expertise System, welches im Laufe des Jahres 2006 eingeführt wurde, kann der Spieler die Fähigkeiten des Avatars während des Spiels differenzieren und aus jeweils zwei Fähigkeitsbereichen pro Profession passende Fertigkeiten auswählen oder vorhandene Fertigkeiten verbessern. Der Avatar wird wie in MMORPGs üblich während des Spiels stärker und verbessert seine Fähigkeitswerte über XP (Experience Points, Erfahrungspunkte), dabei steigt er in Levels auf. Das Levelmaximum beträgt Level 90.
Als grundlegendes Spielprinzip kann der Spieler die Planeten besiedeln, Gegenstände herstellen, Missionen von NSCs absolvieren, MOBs bekämpfen, Haustiere züchten oder im PVP gegen andere Spieler antreten. Dabei kann der Spieler den Level des Avataren durch das Sammeln von XP verbessern und Auszeichnungen (sog. Badges) für das Besuchen bestimmter Orte oder das Erledigen bestimmter Aufgaben sammeln. Zusätzlich kann der Spieler mit einem Raumjäger (etwa TIE-Fighter oder X-Wing) im Weltraum PVE oder PVP betreiben. Zusätzlich gibt es eine Vielzahl an Gegenständen, die der Spieler z. B. als Dekoration für das Haus des Avatars sammeln kann.
Das Kampfsystem läuft anders als in den meisten MMORPG seit NGE nicht mehr rundenbasiert ab. Zunächst wurde das System in der Art geändert, dass per Point & Click (ähnlich Ego-Shootern) angegriffen und Fertigkeiten eingesetzt wurden. Dabei musste der Spieler das Ziel mit einem Fadenkreuz anvisieren und mittels der Maustaste wurden einzelne Angriffe gestartet. Durch die massiven Proteste der Spieler wurde das System nochmals Mitte 2006 geändert, sodass es nun nicht mehr erforderlich ist, das Ziel manuell im Fadenkreuz zu halten (zu zielen) um Angriffe zu starten. Das manuelle Zielen ist allerdings weiterhin – optional – möglich und mit einem leichten Bonus in der Wirkung belegt.

### Missionssystem
Mit der Einführung der NGE (New Game Enhancements) wurde auch ein umfangreiches Missionskonzept in das Spiel integriert. Mittels eines speziellen Quest-Interfaces sieht der Spieler vor dem Akzeptieren einer Mission genau, was er zu tun hat und welche Belohnungen (Erfahrung, Gegenstände, Geld) ihm winken. Außerdem wird angezeigt, ob der Schwierigkeitsgrad der Mission dem Level des Avatars angemessen ist. In der Community existieren umfangreiche Listen, auf denen abzulesen ist, für welchen Avatar-Level welche Missionen geeignet sind.
Während einer Mission wird der Spieler teilweise mit neuen Wegpunkten und mit Funkmeldungen der Missions-Auftraggeber zu den einzelnen Etappen der Aufgabe geführt. Mithilfe dieser Quests und der dadurch erworbenen Erfahrungspunkte können Spieler es schaffen, einen Großteil des Weges zur höchsten Charakterstufe (Level 90) hinter sich zu bringen. Im Verlauf der Missionen kann man vielen der aus den Star-Wars-Filmen und -Romanen bekannten Figuren (u. a. Darth Vader oder Luke Skywalker) begegnen.
Viele Missionen können nur von kleinen oder größeren Gruppen bewältigt werden. Es gibt aber auch Missionen, die allein bewältigt werden können oder die dem Spieler in Form eines Tutorials bestimmte Aspekte von Star Wars Galaxies erklären sollen.

### Heroic Encounter
Bei diesen Begegnungen trifft eine Gruppe von Spielern auf einen oder mehrere sehr starke NPC-Gegner. Die Gegner sind meist bekannte Figuren aus dem erweiterten Star-Wars-Universum. Die Kämpfe sind von relativ hohem Schwierigkeitsgrad und erfordern gut geplantes, taktisches Vorgehen. Sie finden in abgeschlossenen Instanzen statt. Beispiele sind die Abwehr eines Angriffs von Tusken-Räubern auf die Stadt Mos Espa oder ein Kampf gegen Exar Kun.
Als Belohnung für eine erfolgreich abgeschlossene Instanz winken zum Teil sehr wertvolle Gegenstände, Spieler-Titel oder andere Auszeichnungen.

### Collection System
Spieler können die unterschiedlichsten Sammlungen vervollständigen, um dafür Belohnungen zu erhalten. Belohnungen sind zum Beispiel wertvolle, seltene Gegenstände oder besondere Titel. Die Collections ersetzen bzw. erweitern das bisher bestehende Badge-System.
Es existieren Sammlungen für
- Das Besiegen bestimmter Mengen von Gegnern
- Das Finden bestimmter Gegenstände
- Das erfolgreiche Abschließen von Heroic Encountern
- Das erfolgreiche Abschließen bestimmter Missionen oder Quests
- Das Besuchen besonderer Orte

### Besonderheiten des User Interface
Direkt in die Bedienoberfläche des Spiels integriert sind ein rudimentärer, auf Firefox basierender Webbrowser und ein mit TeamSpeak vergleichbarer Sprach-Chat.

## Individualisierung von Avataren
Trotz der weiter unten genannten Kritikpunkte gibt es immer noch Aspekte des Spiels, die sich positiv vor Konkurrenzprodukten abheben. Unabhängig von der gewählten Rasse, dem Geschlecht und dem Beruf bzw. den Expertise-Einstellungen gibt es weitere Möglichkeiten, seinen Avatar zu individualisieren.

### Aussehen
Bei der Erstellung des Avatars, bestimmt der Spieler Rasse, Geschlecht und Aussehen seines Avatars. Später im Spiel besteht die Möglichkeit, das Aussehen noch weiter anzupassen. Die Entertainer-Berufsklasse im Spiel hat die Möglichkeit (wie ein mächtiger Schönheits-Chirurg), das Äußere der Avatare nach Wünschen des Spielers komplett zu verändern. Dabei steht eine noch größere Palette an Merkmalen zur Verfügung, als bei der initialen Gestaltung des Avatars.
Geschlecht und Rasse können nicht nachträglich verändert werden. Der Name der Spielfigur kann seit 2009 im Mindestabstand von 90 Tagen geändert werden.

### Background des Avatars
Avatare können durch besondere Leistungen, wie das besiegen starker Gegner oder das erfolgreiche abschließen von Missionen, Abzeichen sammeln. Außerdem kann der Spieler eine umfangreiche Hintergrundgeschichte über seinen Avatar verfassen.

### Kleidung
Kleidung für den Avatar gibt es in 18 Kategorien (Hemd, Hose, Overall, Robe usw.). Für jede Kategorie gibt es zwischen fünf und 30 unterschiedliche Arten (z. B. von Hosen). Diese Arten können jeweils fast beliebig eingefärbt werden. Das hat zur Folge, dass nur in seltenen Fällen ein Avatar aussieht wie ein anderer.

### Spielerhäuser und -städte
Jeder Spieler kann, das nötige Spielgeld vorausgesetzt, für seinen Avatar Häuser erwerben. Diese werden von Spielern der Structure-Trader-Klasse erstellt und unterscheiden sich primär in Baustil und Größe. Sie können fast beliebig auf sieben der zwölf Planeten platziert werden, wobei bestimmte Baustile auf ausgewählte Planeten beschränkt sind. Für die Inneneinrichtung steht eine breite Palette an Einrichtungsgegenständen (diverse Farben und Formen von Tischen, Stühlen, Couches, Schränke, Leuchten, Bilder usw.) zur Verfügung. Neben den Möbeln und anderen Dekorationsobjekten lassen sich auch nahezu alle anderen im Spiel erhältlichen Gegenstände im Haus ablegen und dort frei im Raum positionieren. So gleicht kaum ein Haus dem anderen, zumindest was die Inneneinrichtung angeht.
Spielern ist es außerdem möglich, sich zusammenzuschließen und Spielerstädte zu gründen. Diese erhalten mit zunehmender Anzahl der dort lebenden Einwohner verschiedene Boni sowie zusätzliche Stadtdekorationen und Gebäude wie etwa Bars, Krankenhäuser oder Raumfähren-Landeplätze für eine bessere Verkehrsanbindung. Zwischen den Einwohnern einer Stadt finden regelmäßige Wahlen zum Bürgermeister statt, der die Rechte zur Platzierung von Gebäuden besitzt und andere Einstellungen wie etwa Steuern festlegen kann.
Da die Häuser nach der Schließung eines Accounts (bei der dieser nur ruht und nicht gelöscht wird) nicht automatisch verschwinden, sind die Planeten teilweise sehr stark bebaut. Um Platz für Häuser neuer Spieler und neue Städte zu machen, wurden deshalb im Jahr 2007 und erneut im März 2009 die Häuser von länger inaktiven Accounts von den Betreibern des Spieles zum Abriss durch die anderen Spieler freigegeben und so aus der Spielwelt entfernt. Die Häuser und sämtliche darin befindlichen Gegenstände wurden hierbei nicht gelöscht, sondern ins Inventar des Spielers gelegt, so dass sie bei nächster Gelegenheit an einer freien Stelle wieder aufgebaut werden können. Ab dem Mai 2009 werden außerdem Häuser in Spielerstädten zum Abriss freigegeben, deren Besitzer sich seit mehr als 90 Tagen nicht mehr ins Spiel eingeloggt haben.

## Entwicklungsgeschichte
Galaxies wurde am 26. Juni 2003 in den USA mit eigenen Ost- und Westküsten-Servern veröffentlicht. Am 7. November 2003 folgten der europäische Verkauf und europäische Server. Der Client war identisch, und Avatare konnten unabhängig von der Version auf allen verfügbaren Servern erstellt werden. Eine lokalisierte japanische Version wurde am 23. Dezember 2004 von Electronic Arts Japan veröffentlicht. Das Spiel ist bis auf übersetzte, gedruckte Anleitungen und die lokalisierten japanischen Servern ausschließlich auf Englisch gehalten.
Star Wars Galaxies wurde insgesamt über eine Million Mal verkauft. Die Abonnementenzahl stieg jedoch nur auf etwa 300.000 in der Jahresmitte 2003. Dieses Ergebnis wurde noch einmal im Juli 2004 erreicht, sank insgesamt jedoch nach inoffiziellen Quellen bis Juli 2006 kontinuierlich ab. Die japanischen Server wurden bereits ein Jahr nach deren Eröffnung, im Dezember 2004, wieder geschlossen und die bestehenden Benutzerkonten auf europäische oder US-Server transferiert.
Da die Erwartungen der Betreiberfirmen insgesamt nicht erfüllt wurden, entschieden sich LucasArts und SOE zu tiefgreifenden Änderungen am Regelwerk, die im November 2005 unter dem Namen NGE (New Game Enhancements) erfolgten. Dabei wurden erstmals in der Geschichte des MMOG-Genres wesentliche Elemente eines laufenden Spieles verändert. Anders als erhofft, bewirkten die Änderungen teilweise lautstarke Proteste seitens aktiver Spieler, die in den offiziellen, von SOE betriebenen Foren immer noch nachzulesen sind.
Nach der Übergangsphase, die bis zum Sommer 2007 dauerte, war die Einführung der NGE vorerst abgeschlossen. Die Proteste aus der Community waren seitdem größtenteils verstummt. Es wurden von offizieller Seite keinerlei Zahlen darüber veröffentlicht, wie sich die Anzahl der zahlenden Kunden seit Einführung der NGE entwickelt hat.
Für alle Berufsgruppen ist nun das neue Expertise System verfügbar, wodurch die Gestaltung der Avatare wieder weniger gradlinig verläuft und stärker individualisierbar ist. Weitere Änderungen am grundlegenden Spielprinzip sind vorerst nicht angekündigt. Stattdessen werden zukünftige Neuerungen ihren Schwerpunkt im Bereich Missionen/Quests und Gamecontent haben. So wird u. a. die Jedi-Enklave Aurilia wieder neu ins Spiel zurückkehren und längere Missionen speziell für Anhänger der Rebellen-Allianz bzw. des Imperiums werden komplett überarbeitet.
Seit Anfang 2008 ist das Spiel unter anderem um das Element der Heroic Encounter erweitert worden. Weiterhin erhielt es ein Collection-System.

## Erweiterungen

### Jump to Lightspeed
Seit dem Erscheinen des Add-Ons Jump to Lightspeed ist es dem Spieler möglich als Pilot einer von drei Fraktionen beizutreten: Allianz, Imperium oder Freelancer. Mit diesem Add-On ist es damit auch möglich, Schlachten im Weltraum auszutragen. Diese Expansion wurde mit der Einführung des sogenannten NGE zum Basisbestandteil des Spiels.
Mit dieser Erweiterung wurden 2 neue Rassen in das Spiel eingefügt:
- Ithorianer
- Sullustaner

Des Weiteren gibt es drei Pilotenlaufbahnen, die man als Spieler einschlagen kann. Diese können unabhängig von der gewählten Charakter-Klasse bzw. Rasse gewählt werden. Bei jeder Pilotenlaufbahn kann man unter drei Geschwadern eines auswählen, dem man sich letztendlich anschließt.
- Pilot der Imperialen Marine
  - Imperial Inquisition
  - Black Epsilon Squadron
  - Storm Squadron
- Pilot der Allianz der Rebellen
  - Crimson Phoenix Squadron
  - Arkon’s Havoc Squadron
  - Vortex Squadron
- Unabhängiger Pilot (Freelancer)
  - RSF Squadron (Königlicher Sicherheitsdienst Naboo)
  - CorSec Squadron (Corellianischer Sicherheitsdienst)
  - Smuggler Alliance

### Episode III Rage of the Wookies
Diese Erweiterung beschäftigt sich hauptsächlich mit Kashyyyk, dem Heimatplaneten der Wookiees. Einige der neuen Features sind:
- die Erforschung des Planeten Kashyyyk und des umgebenden Alls
- über 100 geschichtsspezifische Quests
- der Jedi Starfighter, das Raumschiff des Anakin Skywalker aus Star Wars: Episode III – Die Rache der Sith
- künstliche Arme für die Spieler-Charakter.

### Trials of Obi-Wan
Die dritte Erweiterung ist am 1. November 2005 (Vorbesteller erhielten es bereits eine Woche früher) erschienen und befasst sich mit dem aus Episode III: Die Rache der Sith bekannten Lavaplaneten Mustafar. Spieler haben hier die Möglichkeit Quests von Obi-Wan Kenobi anzunehmen, wobei dieser in seiner Geisterform dem Spieler verschiedene Aufgaben erteilt, um die Macht besser zu verstehen.
Spieler erhalten mit dem Kauf des Add-Ons zusätzlich ein neues Reittier (den Lava-Flo) und ein neues Haus (Mustafarian Bunker). Vorbesteller erhielten darüber hinaus ein sogenanntes Skiff – ein Fahrzeug für 8 Personen aus dem Film Episode VI: Die Rückkehr der Jedi-Ritter.

### Online-Sammelkartenspiel
Im August 2008 veröffentlichte SOE das „Star Wars Galaxies Trading Card Game“, ein Online-Sammelkartenspiel. In diesem kann der Spieler gegen den Computer und andere Spieler antreten. Mittels einer Vielzahl verschiedener Karten mit unterschiedlichen Fähigkeiten, Funktionen und Werten muss der Spieler klug taktieren und sich gegen die Strategie seines Gegners zur Wehr setzen. Das Spiel kann sowohl als Standalone-Client als auch innerhalb von Star Wars Galaxies gespielt werden. Voraussetzung ist ein SWG-Abonnement, für SWG-Spieler entstehen keine weiteren Kosten. Das Spiel wurde von einem SOE-Entwicklerteam in Denver entwickelt, das zuvor bereits das Sammelkartenspiel Legends of Norrath für EverQuest entwickelte. Nach dem ersten Kartenset Champions of the Force folgten im Dezember 2008 die Erweiterung Squadrons over Corellia und im März 2009 Galactic Hunters.
Jeder Galaxies-Spieler erhält mehrere kostenlose Kartenpacks pro Monat, deren Inhalte jedoch nicht mit anderen Spielern getauscht werden können. Weitere Kartenpacks mit tauschbaren Karten müssen im Onlineshop von SOE erworben werden. Neben den eigentlichen Spielkarten enthalten die Kartenpackungen manchmal auf sog. Loot-Karten, die gegen Spielgegenstände in Galaxies eingelöst werden können. Da viele der nur hierüber erhältlichen Spielgegenstände – wie etwa neue Fahrzeuge oder Häuser – seit langem von Spielern gefordert worden waren, gab es seitens vieler Spieler scharfe Kritik an SOE, da die geringen Chancen auf diese Gegenstände nur durch zusätzliche Käufe von Kartenpacks vergrößert werden können.

## Verkaufsversionen
Für SWG erschienen im Laufe der Zeit seit Juni 2003 verschiedene Verkaufsversionen sowie Erweiterungen. Einige Verkaufsversionen sind nicht mehr im normalen Fachhandel erhältlich und wurden durch neuere mit unterschiedlichen Zusätzen (Add-On, Boni, …) ersetzt.
- Star Wars Galaxies: An Empire Divided
- Star Wars Galaxies: An Empire Divided (Special Edition)
- Star Wars Galaxies The Complete Online Adventures
  - Enthält SWG: An Empire Divided, SWG: Jump to Lightspeed, SWG: Episode III Rage of the Wookies, SWG: Trials of Obi-Wan und alle Updates der vergangenen drei Jahre
- Star Wars Galaxies: Starter Kit
  - Diese Version ist identisch mit der Retail-Version von Star Wars Galaxies: Download
- Star Wars Galaxies: The Total Experience
  - Enthält SWG: An Empire Divided, SWG: Jump to Lightspeed, SWG: Episode III Rage of the Wookies
- Star Wars Galaxies: Download
  - Diese Version kann über SOE heruntergeladen werden und enthält SWG: An Empire Divided, SWG: Jump to Lightspeed
- Star Wars Galaxies: Jump to Lightspeed
  - Dieses Add-On ist online über SOE und als Retail-Verpackung im Handel erhältlich
- Star Wars Galaxies: Episode III Rage of the Wookies
  - Dieses Add-On ist nur online über SOE oder in Verbindung mit SWG: The Total Experience erhältlich
- Star Wars Galaxies: Trials of Obi-Wan
  - Dieses Add-On ist nur online über SOE erhältlich

## Kritik am Entwickler
Mit einer Entwicklergruppe um Raph Koster hatten die Spieler sehr hohe Erwartungen in Star Wars Galaxies gesetzt. Es wurde davon ausgegangen, dass es das erste Spiel nach dem asiatischen MMORPG-Lineage sein würde, welches die Millionengrenze in Abonnements übertreffen würde, was schließlich World of Warcraft gelingen sollte.
In einem Interview gestand der damalige Kreativ-Verantwortliche Raph Koster, dass es während des ersten Betatests kaum ein Spiel gegeben habe. Als das Spiel veröffentlicht wurde, stand es vielfach in der Kritik eines verfrühten Releases.
In der Folgezeit wurde das Spielsystem mehrmals, teilweise drastisch, überarbeitet. Dabei wurden auch früher gemachte Änderungen verworfen. Außerdem gab es die Tendenz, den Mangel an Content durch die Einführung von sogenannten Tretmühlen zu überbrücken. So wurde das zunächst als geheim gedachte System zur Freischaltung des Jedi teilweise veröffentlicht und spezielle Gegenstände (sog. Holocrons) in das Spiel eingebaut, um die Spieler auf diesen sehr zeitintensiven Aspekt hinzuführen. Um einen Jedi-Charakter freizuspielen, musste der Spieler mit seinem Avatar mehrere Berufe nacheinander bis zu einer bestimmten Stufe bringen, also sehr große Mengen von Erfahrungspunkten sammeln.

### Combat Upgrade
Mit der Zeit wurden einige Designschwächen offenbar.
- Die Spieler hatten Wege gefunden, Gegenstände wie Waffen und Panzerungen und sogenannte Buffs (temporäre Boni) herzustellen, die weit über den Werten lagen, die die Entwickler als Standard beabsichtigt hatten. Dadurch geriet das gesamte Kampfsystem in eine Schieflage. Einerseits war es nun unmöglich geworden, ohne Buffs etwas zu erreichen, andererseits war das Spiel mit Buffs sehr leicht geworden.
- Das System bestand ursprünglich aus frei wählbaren und kombinierbaren Professions, die teilweise aufeinander aufbauten. Spieler hatten herausgefunden, welche Professions-Kombinationen übermächtig stark waren und diese ausgiebig genutzt und damit zum allgemeinen Verfall der Balance beigetragen.
- Ursprünglich verfügte jeder Avatar über drei Reservoirs (Health, Action und Mind). Wenn eines dieser Reservoirs erschöpft war (durch Anwenden von bestimmten Fertigkeiten oder durch Angriffe), fiel der Avatar in Ohnmacht und konnte dann getötet werden. Das HAM-System (nach den englischen Anfangsbuchstaben) offenbarte immanente Schwächen, da der Mind-Pool nur schwer heilbar war. Somit waren Angriffe auf den Mind-Pool übermächtig stark.

Diese Designfehler sollten mit dem Combat Upgrade (CU) behoben werden, der am 27. April 2005 auf die Server gespielt wurde. Hierbei hatten die Entwickler das gesamte Kampf-, Waffen- und Panzerungssystem neu geschrieben. Bestimmte Professions konnten nur noch bestimmte Waffen oder Panzerungen benutzen. Das vorher schon im Verborgenen arbeitende Levelsystem wurde nun offen angezeigt, die Vergabe von XP fester daran geknüpft und allgemein der Schwierigkeitsgrad angehoben. Der Combat Upgrade konnte die Erwartungen vieler Spieler nicht erfüllen.

### NGE
Anfang November 2005, nur wenige Tage nach Veröffentlichung der Trials-of-Obi-Wan-Erweiterung, wurden die New Game Enhancements (NGE) angekündigt. Diese befanden sich ein Jahr in Entwicklung und verwarfen die zuvor gemachten Änderungen durch den Combat Upgrade. Die zuvor kombinierbaren über dreißig Berufe wurden durch die neun oben genannten, starren Berufe ersetzt. Das vormals eher rundenbasierte Kampfsystem wurde durch ein echtzeitartiges System ausgetauscht. Zusätzlich wurde der Kern des Spiels vom eher freien Spielprinzip auf zentrale Questreihen verlagert, wo nun der Großteil der XP ausgeschüttet wurde. Neben dieser allgemeinen Vereinfachung des Spiels, wurde außerdem ein neues Tutorial hinzugefügt. In diesem wird der Spieler von Han Solo und Chewbacca befreit und auf die neue Zone der Tansarii-Station verbracht, wo der Spieler erste Quests absolvieren muss. Im Rahmen der Umstellung wurden ehemals wertvolle Gegenstände, die Spieler sich unter erheblichem Zeitaufwand erarbeitet hatten, praktisch nutzlos.
Dieser später in Teilen wieder revidierte Paradigmenwechsel (Expertise System, Rückkehr zum Auto-Target usw.) hatte anders als erhofft, die Spieler, die sich genau an das vormalige System gewöhnt hatten verprellt. In der Folgezeit gab es vielfache Proteste in Foren, Reviews in Magazinen oder Zeitungen (einschließlich der New York Times am 9. Dezember.) durch die enttäuschten Spieler. Die Entwickler mussten schließlich einräumen, dass diese Veränderungen nicht erfolgreich verliefen und die ohnehin sinkenden Abonnentenzahlen weiter einbrachen. Auch der Präsident von SOE, John Smedley, schaltete sich in die Diskussionen ein.
Veteranen-Spieler schlossen sich zuletzt zusammen und programmieren derzeit an Emulatoren für Freeshards mit anderen, vormaligen Varianten von Star Wars Galaxies. Zumeist ist diese Entwicklung auf die Wiederherstellung des ursprünglichen Spieldesigns gerichtet.

## Das Ende von SWG
Am 24. Juni 2011 hat SOE in einer E-Mail sowie auf der Webseite des Spiels mitgeteilt, dass die Server von SWG am 15. Dezember 2011 abgeschaltet werden. Sowohl Sony Online Entertainment (SOE) als auch LucasArts sind gemeinsam zu diesem Entschluss gekommen. Das Spiel wurde schließlich am 15. Dezember 2011 abgeschaltet.

## Sonstiges
Kunden von Sony Online Entertainment, die in der Region der USA lebten, die im Jahr 2005 vom Hurrikan Katrina heimgesucht wurde, waren in der Zeit vom Sommer 2005 bis zum 17. September 2007 von der Beitragszahlung für SWG und andere MMORPG des Unternehmens freigestellt.